# Подгорненский сельский совет (Новониколаевский район)
Подгорненский сельский совет (укр. Підгірненська сільська рада) — входит в состав
Новониколаевского района
Запорожской области
Украины.
Административный центр сельского совета находится в 
с. Подгорное.

## История
- 1943 — дата образования.

## Населённые пункты совета
- с. Подгорное
- с. Дубовый Гай
- с. Листовка
- с. Николаевка Вторая
- с. Новосолёное
- с. Петропавловка
- с. Родинское
- с. Сергеевка